# Национальный музей археологии, антропологии и истории Перу
Национальный музей археологии, антропологии и истории Перу (MNAAHP) — старейший музей Перу. Расположен на площади Боливара района Пуэбло Либре в городе Лима.

## История

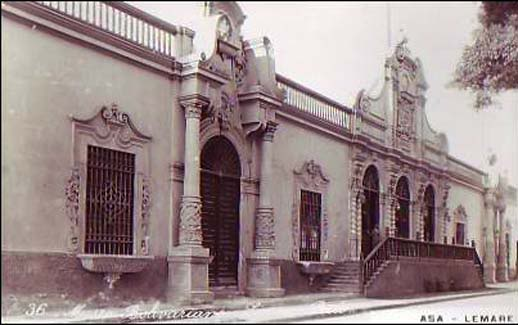
Боливарианский музей в 1930 году

Национальный музей Перу был основан под патронажем Хосе де Сан-Мартина в 1822 году. Хосе Бернардо де Тагле, Бернардо де Монтеагудо и Мариано Эдуардо де Риверо-и-Устарис взяли на себя управление проектом в 1826 году. Долгое время у собрания не было собственного помещения и оно хранилось в разных местах, пока в 1872 году не было выставлено в Главном дворце Международной выставки Лимы.
Первая коллекция была составлена на основе археологических раскопок, пожертвований и покупок различных доиспанских артефактов. Вся она, кроме стелы Раймонди, исчезла в результате разграбления во время оккупации Лимы чилийскими войсками во время Тихоокеанской войны. В результате музей был распущен, так как не хватило экспонатов для выставки.
6 мая 1905 года музей был воссоздан под названием Национального исторического музея, а директором был назначен Хосе Аугусто де Изкуэ, который нанял немецкого археолога Макса Уле. Изкуэ отвечал за колониальную и республиканскую области, а Уле руководил доиспанскими темами. 29 июля того же года новый музей был открыт в присутствии президента Перу Хосе Пардо.
В 1911 году Хулио Сесар Тельо принял на себя археологическую секцию, будучи директором Эмилио Гутьеррес де Кинтанилья. В то время музей располагал коллекцией из более чем 9000 инвентаризированных археологических экспонатов, а также неизвестным количеством антропологических и исторических объектов. Из-за разногласий между директором и Тельо секция археологии стала самостоятельной в 1924 году как Музей перуанской археологии, а колониальная и республиканская части получили название Боливарианского музея. Оба музея, расположенные в Паласио-де-ла-Магдалена в Пуэбло-Либре, были открыты президентом Аугусто Легиейя. В то время как экспонаты Боливарианского музея были выставлены в месте, известном как Кинта-де-лос-Либертадорес, для Музея археологии было создано новое помещение португальским архитектором Раулем Мария Перейрой. В Музее перуанской археологии была коллекция, основанная на археологических экспонатах из Национального исторического музея, к которым была добавлена коллекция Ларко, в настоящее время выставленная в музее Ларко. Тельо отвечал за пополнение этой коллекции на основе раскопок и археологических исследований в различных местах Перу, а также за реставрацию и консервацию артефактов.
В 1930 году Тельо был отправлен в отставку. Правительство Перу решило объединить Музей национальной истории, Музей перуанской археологии и Боливарианский музей, под общим названием Национальный музей. Одной из задач этого учреждения, руководство которым выпало на долю Луиса Валькарселя, было руководство созданием других музеев в различных городах Перу. Другой важной задачей было издание периодического журнала Revista del Museo Nacional, который выходил непрерывно до 2001 года.
В 1945 году по указанию Тельо вновь созданный Высший совет музеев снова разделил Национальный музей на Национальный музей антропологии и археологии под руководством Тельо и Национальный исторический музей во главе с Валькарселем. Оба музея сохранили свое местоположение на площади Боливара в Пуэбло-Либре.
В 1981 году музей был ограбен. Ворам удалось обойти систему безопасности и украсть около 220 золотых и серебряных монет, в том числе ламбаеке Туми.
В 1992 году музеи снова объединили, создав Национальный музей археологии, антропологии и истории Перу. Учреждение перешло под опеку Национального института культуры. Среди его директоров известные перуанские интеллектуалы, такие как Фернандо Сильва Сантистебан, Дуччио Бонавиа, Луис Гильермо Лумбрерас, Мария Ростворовски и Франклин Пиз.

## Коллекция

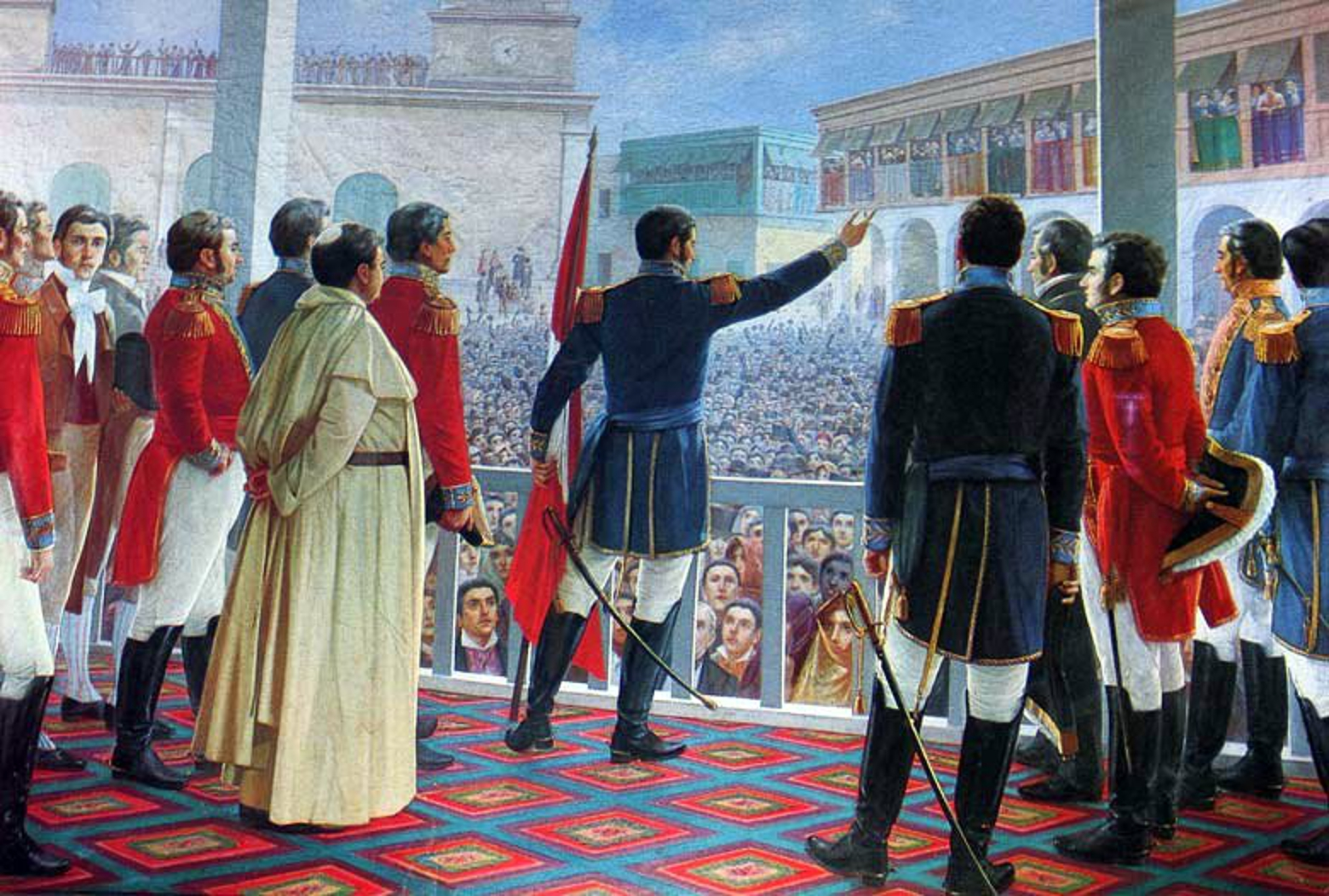
Хуан Лепиани : Провозглашение независимости Перу (Рим, 1904 г.)
Лима, Художественная галерея MNAAHP.

MNAAHP располагает огромным собранием разнообразных исторических культурных объектов перуанской цивилизации, включающих более 300 000 экспонатов, которые охватывают всю современную территорию Перу. Постоянная экспозиция музея занимает площадь 23 000 м² и разделена на 30 залов.
Важность и качество экспонатов, которые выставлены и хранятся в его музеографических запасах, делают его самым важным музеем Перу. Среди наиболее важных сокровищ — Скрещенные руки Котоша, Стела Раймонди в Чавине, Обелиск Тельо, плащи Паракаса и различные картины периода вице-королевства, в основном школы живописи Куско, и республиканского периода, в том числе работы некоторых известных художников, таких как Хосе Хиль де Кастро.

## Культурная деятельность
В музее есть мастерские по консервации археологических объектов, в том числе текстильных и металлических. Кроме того, музей предлагает семинары для детей и подростков. С 2003 года MNAAHP проводит серию акций «Музей открывается ночью».

## Галерея

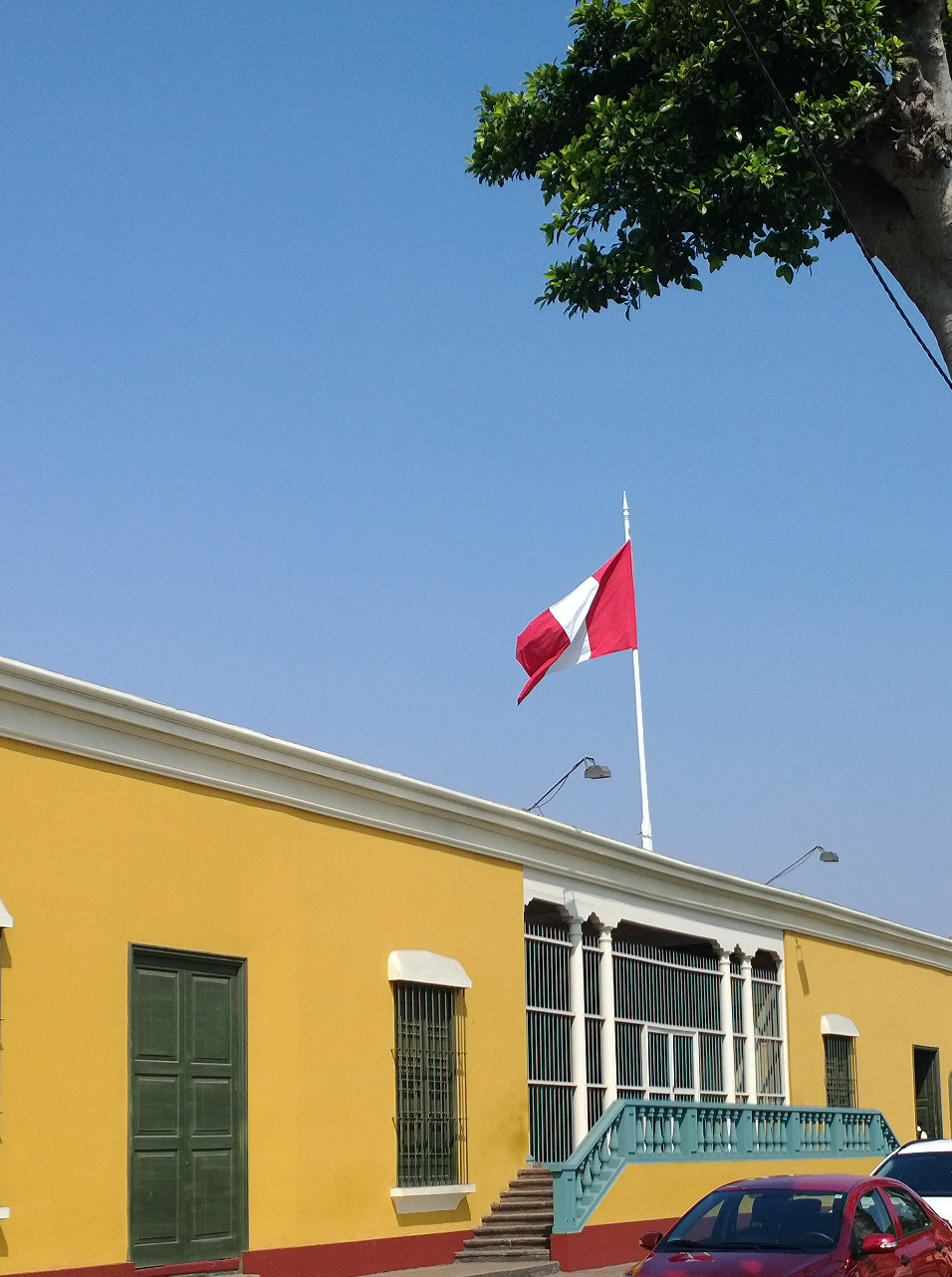
Вид на Кинта-де-лос-Либертадорес
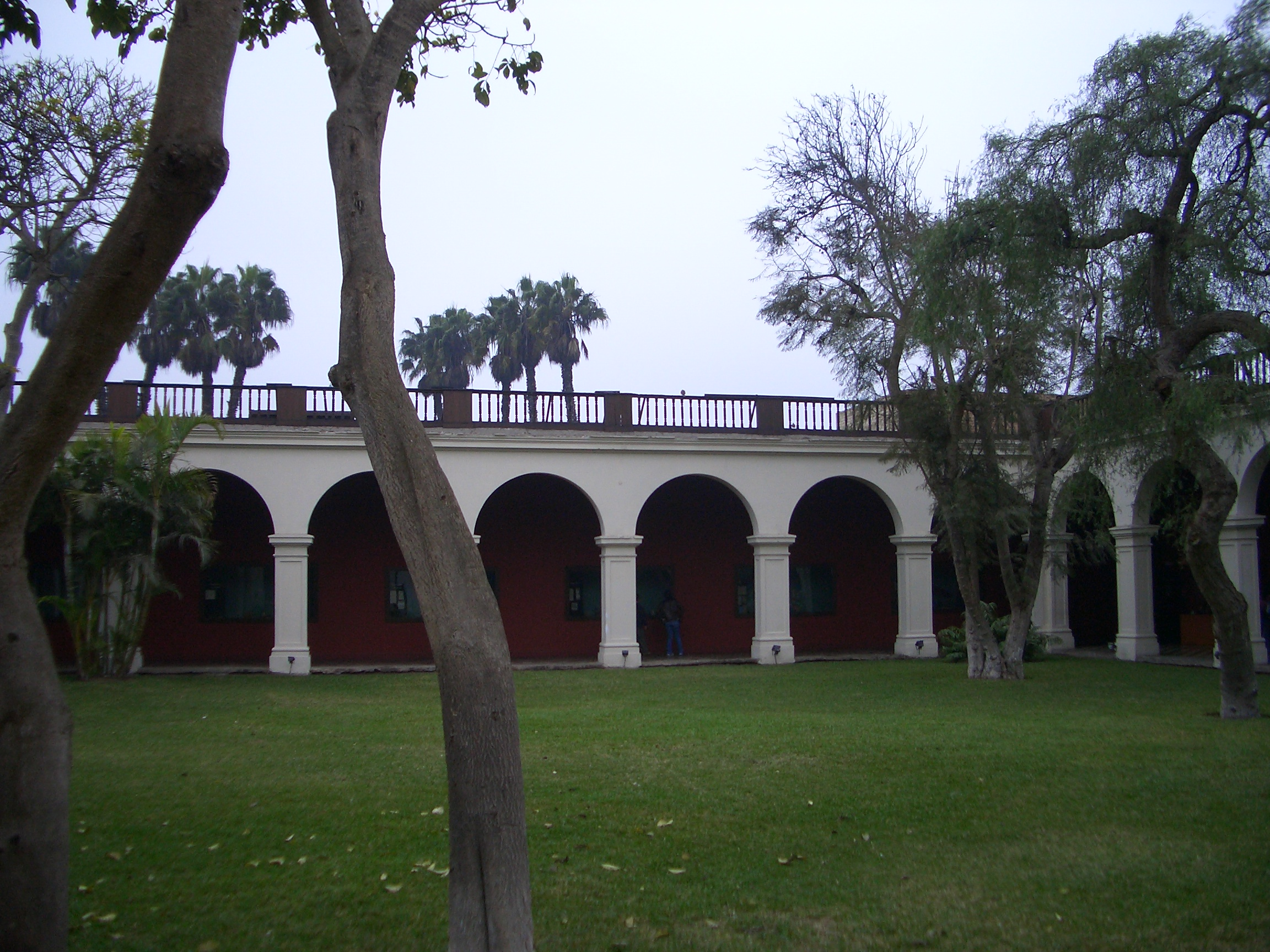
Центральный двор музея